# Icze
Icze, oder Halbe, war ein ungarisches Volumenmaß für Flüssigkeiten und trockene Waren. Es wurde auch als ungarische halbe Flasche bezeichnet.
- 1 Icze = 42,8732 Pariser Kubikzoll ≈ 0,85044856 Liter

Zum Cseber (Tseber) in Debrecen, dem Eimer, rechnete man 100 auf den großen (Nagy Cseber) und 50 Icze auf den kleinen Cseber (Kis Cseber).
- 1 Fass (Tokayer Weinfaß) = 176 Icze = 7395,25 Pariser Kubikzoll = 146 9/16 Liter
- 1 Vödör = 52 Icze = 2184,975 Pariser Kubikzoll = 43,3459 Liter[1] auch 2229,406 Pariser Kubikzoll = 44,2233 Liter[2] (errechnet aus dem 100-Halbe-Wert)